# Lucky Air
Lucky Air (tiếng Trung: 祥鹏航空公司; pinyin: Xiángpéng Hángkōng Gōngsī) là một hãng hàng không đóng ở Côn Minh, Vân Nam, Cộng hòa Nhân dân Trung Hoa. Hãng này cung ứng dịch vụ bay từ Đại Lý đến Côn Minh và Tây Song Bản Nạp, và dự kiến mở rộng ra các khu vực khác ở Trung Quốc. Cơ sở của hãng này đóng tại Sân bay Đại Lý.
Hãng này được lập tháng 7 năm 2004.
Tháng 7 năm 2004, Hainan Airlines thông báo đầu tư 2,93 triệu tệ và cung cấp ba chiếc Dornier cho công ty mới này. Một công ty con của Hainan Airlines, Shanxi Airlines, đã đầu tư 47,07 triệu tệ và cung cấp một chiếc Boeing và một chiếc de Havilland Canada Dash 8 còng hãng Yunnan Shilin Tourism Aviation Co. đầu tư một triệu tệ.
Ngày 23 tháng 12 năm 2005, Shilin Airlines (tên ban đầu) đã được đổi tên thành Lucky Air. Hãng bắt đầu bay giữa Côn Minh và Đại Lý vào ngày 26 tháng 2 năm 2006.
Các đơn vị sở hữu hãng này gồm Hainan Airlines, Shanxi Airlines và Yunnan Shilin Tourism Aviation. Hãng có 263 nhân viên (thời điểm tháng 3 năm 2007).

## Đội tàu bay
Hãng Lucky Air có các máy bay sau (tháng 3 năm 2007):
- 5 Boeing 737-700